# Prothalotia
Prothalotia là một chi ốc biển, là động vật thân mềm chân bụng sống ở biển trong họ Trochidae, họ ốc đụn.

## Các loài
Các loài trong chi Prothalotia gồm có:
- Prothalotia boninensis Okutani, 2001[2]

The Indo-Pacific Molluscan Database also gồm cós the following species with names in current use:
- Prothalotia baudini (Fischer, 1878)
- Prothalotia chlorites (Philippi, 1846)
- Prothalotia flindersi (Fischer, 1878)
- Prothalotia lehmanni (Menke, 1843)
- Prothalotia lesueuri Fischer, 1880
- Prothalotia porteri (Iredale, 1940)
- Prothalotia pulcherrimus (Wood, 1828)
- Prothalotia pyrgos Philippi, 1849
- Prothalotia serpentina (Quoy in Kiener, 1859)
- Prothalotia strigata (Adams, 1853)
- Prothalotia suturalis (Adams, 1853)